# Vol Texas International Airlines 655
Dans la nuit du 27 septembre 1973, un Convair 600, immatriculé N94230, effectuant le vol Texas International Airlines 655, un vol régional régulier entre Memphis et Dallas s'écrase sur le flanc d'une montagne située dans l'Arkansas, tuant les huit passagers et trois membres d'équipage à bord.

## Accident
Le vol 655 à décoller de Memphis, au Tennessee, avec plusieurs escales prévues à Pine Bluff, El Dorado et Texarkana, dans l'Arkansas; avant d'atterrir finalement à Dallas, au Texas. 
Alors que l'appareil est au sol à El Dorado, l'équipage, composé du commandant de bord Ralph MacDonald Crosman (41 ans), du copilote William Fred Tumlinson (37 ans), et de l'hôtesse de l'air Marella Latzer (23 ans), a consulté le personnel de la station d'information de vol (en) et un autre groupe de pilotes au sujet d'une zone d'activité orageuse située à 65 km à l'ouest. 
Après avoir eu confirmation qu'il y avait une percée dans la zone orageuse, l'équipage est parti de nuit selon les règles de vol à vue (VFR) . Après avoir quitté El Dorado, aucun contact n'a été établi avec les contrôleurs aériens pendant le trajet. Lorsque le vol 655 n'est pas arriver à l'heure prévue à Texarkana, les services de recherche et sauvetage ont commencé à rechercher l'avion. 
Malgré des recherches approfondies le long de l'itinéraire du vol, aucune épave n'a été trouvée. Un contrôleur aérien, opérant au centre de contrôle de la circulation aérienne de Fort Worth, a informé les chercheurs qu'il avait observé un avion non identifiée, volant en VFR  et quittant El Dorado en direction du nord-ouest, avant qu'il ne disparaisse. Grâce à ces informations, l'épave a été retrouvée après trois jours de recherche, sur les flanc de Black Fork Mountain (en). Il n'y a eu aucun survivants parmi les 11 occupants de l'avion.

## Enquête
L'enquête du Conseil national de la sécurité des transports (NTSB) a conclu que la cause principale de l'accident est la tentative du commandant de bord d'effectuer le vol, qui devait s'effectuer en VFR, dans des conditions météorologiques de vol aux instruments (IMC), en pleine nuit et pendant un orage, sans utiliser les aides à la navigation et les informations dont il disposait; ce qui l'a conduit à dévié de la route planifiée avant le décollage, sans avoir les informations adéquates concernant la position réelle de l'avion. 
Il s'avère également que, contrairement aux réglementations de la Federal Aviation Administration (FAA), le régulateur de vol de la compagnie aérienne n'a pas surveillé et contrôlé adéquatement les actions de l'équipage ou le déroulement du vol.